# 美丽唇柱苣苔
美丽唇柱苣苔（学名：Chirita speciosa），为苦苣苔科唇柱苣苔属下的一个植物种。其种加词“speciosa”意为“外表美丽的”。
现接受名为美丽汉克苣苔（Henckelia speciosa (Kurz) D.J.Middleton & Mich.Möller, 2011）。